# Donkere aarduil
De donkere aarduil (Spaelotis ravida) is een vlinder uit de familie uilen (Noctuidae). De wetenschappelijke naam is voor het eerst geldig gepubliceerd in 1775 door Denis & Schiffermüller.
De vlinder heeft een voorvleugellengte van 18 tot 22 millimeter. De grijsbruine voorvleugel heeft een roodoranje strook langs de costa, afgezet door een zwarte veeg waarin de hart- en niervlek duidelijk zichtbaar zijn. Aan de vleugelbasis is nog een scherpe zwarte lijn zichtbaar.
De rups is te vinden van september tot mei en overwintert. Als waardplanten worden diverse kruidachtige planten gebruikt. De vliegtijd is van eind mei tot halverwege september in een jaarlijkse generatie. Bij grote warmte of droogte gaat de soort enkele weken in diapauze.
De soort komt voor in Europa. De soort is in België zeer zeldzaam, uit Nederland zijn slechts enkele waarnemingen bekend. 